# سوزانا انصار
سوزانا انصار (بنگالی: সুজানা আনসার؛ زادهٔ ۱۴ فوریهٔ ۱۹۷۸) موسیقی‌دان، هنرپیشه و مجری تلویزیون اهل بریتانیا است. وی از سال ۱۹۹۸ میلادی تاکنون مشغول فعالیت بوده‌است.